# 6512 de Bergh
A 6512 de Bergh (ideiglenes jelöléssel 1987 SR1) a Naprendszer kisbolygóövében található aszteroida. Edward L. G. Bowell fedezte fel 1987. szeptember 21-én.